# Sedum commixtum
Sedum commixtum är en fetbladsväxtart som beskrevs av R. Moran och P.C. Hutchison. Sedum commixtum ingår i Fetknoppssläktet som ingår i familjen fetbladsväxter. Inga underarter finns listade i Catalogue of Life.